# Delapril
Delapril är en ACE-hämmare som motverkar högt blodtryck. Läkemedlet förhindrar enzymet angiotensin att orsaka sammandragningar av blodkärlen, vilket leder till att blodflödet förbättras snarare än försämras. Detta resulterar i sin tur i en sänkning av blodtrycket.
I en studie där delaprils effekt och säkerhet jämfördes med andra läkemedel, gav forskarna 106 patienter delapril. Efter behandlingen hade patienternas diastoliska blodtryck sjunkit med i genomsnitt 14 mm Hg. 9,4 procent av de patienter som gavs delapril upplevde biverkningar som ansågs vara kopplade till behandlingen.